# Литвиненко Іван Данилович
Іван Данилович Литвиненко (псевдо :«Данило Солончак», «Мама», «Євшан», «Морозенко») нар. 4 (17) січня 1891, с. Хоружівка — пом. 17 лютого 1947, м. Київ) — український військовик, полковник Армії УНР, інструктор старшинських шкіл УПА. Лицар Залізного хреста та Хреста Симона Петлюри.За твердженням  радянських органів держбезпеки, один з десяти найбільш авторитетних та активних діячів спецслужби уряду УНР в екзилі.

## Життєпис

### Батьки
Згідно з записом у метричній книзі Катерининської церкви с. Хоружівка, Недригайлівського повіту, Харківського намісництва за 1891 р.  — 4 січня народився хлопчик Іван. Про батьків сказано: «з села Хоружівка селянин власник Данило Костянтинович Литвиненко і законна дружина його Анастасія Кузьмівна, обоє православного віросповідання….»

### Навчання
Навчався у Смілянській школі Роменського повіту, та на Московських вищих комерційних курсах.

### Військова кар'єра
Після закінчення Московських курсів деякий час займається комерційною діяльністю. Під час Першої Світової війни Литвиненко  — офіцер царської армії. 

#### Армія УНР
З 1917 року  — в армії Української Народної Республіки, отримує ранг полковника. Почав службу у складі 147-ї пішої Воронезької дружини. Згідно з листом командира дружини від 21 грудня 1917 року за № 28214, Литвиненко був переведений до 1-го Українського Вартового полку, штат якого становив 4 296 осіб.
Із січня 1918 р. Литвиненко командир 11 сотні 3-го куреня, з 14 січня цього ж року  — командир 3-го куреня 1-го Київського Вартового полку.
Далі  — помічник командира, потім командир 1-го Запорозького пішого полку ім. гетьмана П. Дорошенка. Ця військова одиниця сформавана у Харкові в березні 1918 року у складі Запорізького корпусу. У січні 1920 р.  — командир 1-ї Запорозької дивізії.
Брав участь у Першому Зимовому поході Армії УНР по тилах більшовиків і деникінців, керованому генерал-полковником Михайлом Омелянович-Павленком. Участь у Зимовому поході пізніше обернулася для здоровья Івана Литвиненка тяжкою недугою: гострим ревматизмом та пухлиною ніг.
У кінці літа 1920 р. Головний отаман Симон Петлюра уповноважує Литвиненка вести переговори з Петром Врангелем.

#### Робота у контррозвідці
Іван Данилович Литвиненко «Морозенко» був залучений до роботи керівником спецслужб УНР Миколою Чеботарівим ще у 1924 р., потім він працює в контррозвідці Державного Центру УНР в екзилі.
У червні 1927 р. Литвиненко скерований Чеботарівим, який тоді очолював другу секцію військового міністерства, спочатку на посаду керівника розвідувального пункту у Могиляни (поблизу Острога), а з осені 1928 р. — у Рівне, де і закінчив свою розвідувальну діяльність у 1935 р.
Після того Литвиненко перебрався до Варшави і до січня 1936 р. перебував у розпорядженні іншого відомого контррозвідника генерала Всеволода Змієнка.
Займаючись розвідувальною діяльністю, Іван Данилович був постійним об'єктом уваги радянських спецслужб. У документі, складеному за агентурними і слідчими матеріалами 1939 року у розділі «Українські терористичні організації в Польщі» він згадується серед десяти найбільш авторитетних та активних діячів екзильного уряду УНР.
| "... колишній полковник петлюрівської армії. В еміграції - керівник розвідки УНР на Північній Волині. Постійно жив у Рівному. Керував розвідкою УНР в Рівному, Острозі, Здолбунові, Рокитному... Активний та досвідчений розвідник, перекинув на радянський бік десятки агентів". |

#### У лавах УПА
На початку Другої світової війни український військовий та політичний діяч Тарас Бульба-Боровець організовуючи Поліську Січ, з якої починалася УПА, спирався на військовий досвід полковника Литвиненка. Про це він писав так:
| Полковник Іван Литвиненко мешкав тоді в Рівному. З наказу уряду УНР він керував українською розвідкою на польсько-радянському кордоні. Я одразу став його співпрацівником для виконання кар'єрних обов'язків. З наказу полковника Литвиненка наша молодь передавала на другу сторону директиви уряду УНР та літературу, а звідти отримувала різні матеріали, сов'єтську пресу та книжки. Ця наша робота була особливо пожвавлена під час великого голоду на Україні 1932-1933 років. Ми приносили з-за кордону цілу масу зразків «хліба», печеного з дерев'яної кори, листя, просяної лупи, буряків та інших складників... Ці експонати голоду в СРСР уряд УНР із меморандумами надсилав до Ліги Націй та поширював на весь світ, хоч той світ був на все глухий... Ми включились до антибільшовицької кампанії усією душею і боротьбу всіма можливими засобами... |

Старійшина старшинської школи УПА «Дружинники» полковник Іван Литвиненко (у чорному мундирі з орденом Армії УНР «Залізний хрест за Зимовий похід та бої») приймає парад випускників першого випуску школи. 1944 р.

Боровець дає характеристику Литвиненка:
| Полковник Іван Данилович Литвиненко був одним з найактивніших членів нашої організації з-посеред старшої генерації. Військовою мовою - він був наче начальник штабу ... Це палкий патріот трудової України, відважний вояк, далекозорий політик, найщиріший товариш і батько вояка. |
Говорячи про «батька вояка» Боровець має на увазі сина Івана Литвиненка, який воював у лавах Сидора Ковпака.
У вересні 1943 року Литвиненко ще з двома колишніми полковниками армії УНР переходить до Української Повстанської Армії. Його організаторський талант і бойовий досвід стають у великій нагоді армії, яка повела боротьбу проти гітлерівської Німеччини і сталінського СРСР.
Він стояв біля витоків розвідки УПА як начальник відділу розвідки Крайового Військового Штабу УПА  — Північ.
Згодом стає інструктором старшинської школи УПА «Дружинники», де на пропозицію командира УПА-Північ Дмитра Клячківського  — «Клима Савура», полковник Литвиненко викладає шестигодинний курс «Бойова розвідка», а також керує випуском старшин.
На початку грудня 1943 року, разом з 14 випускниками школи, які отримали звання «хорунжий», Литвиненко прибув до штабу «Енея» — командира Південної групи УПА.
Через прогресуючу недугу Івана Даниловича йому готують фіктивні документи для легалізації.

І. Д. Литвиненко

Після особистої зустрічі з членом Центрального ОУН Василем Куком  — «Лемішем» та отриманих завдань полк. Литвиненко звільняється з військової служби і переходить у підпілля.

### Арешт і страта
Проживаючи нелегально у Львові, Литвиненко виконує різні доручення підпілля ОУН. Пізніше був виявлений і заарештований радянськими слідчими органами у 1945 році, але звільнений для оперативного спостереження.
Виявити через Литвиненка зв'язки з підпіллям ОУН-УПА МДБ не вдавалося, і на співпрацю він не погодився, повторно був арештований у червні 1946 р.
У 1946 р. Литвиненко проходив по слідству у справі члена першого Проводу ОУН П. Кожевникова.
Смертний вирок оголошений 12 грудня 1946 року. Але розстріляли полковника через два місяці  — 17 лютого 1947 р.